# John Reed (Kunstmäzen)

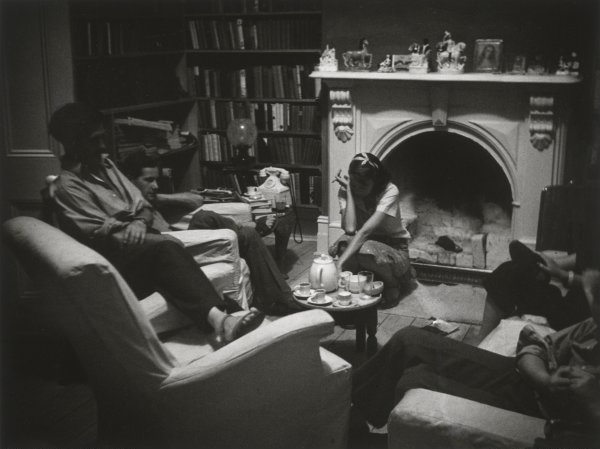
In der Bibliothek von Heide: John Reed, Sidney Nolan und Sunday Reed, 1942

John Harford Reed (* 10. Dezember 1901 in Logan, Evandale, Tasmanien; † 5. Dezember 1981 in Heidelberg, Victoria) war ein australischer Rechtsanwalt, Verleger und Kunstmäzen. Gemeinsam mit seiner Frau Sunday förderte er zahlreiche Künstler der australischen Moderne und spielte eine zentrale Rolle in der Entwicklung der australischen Kunstszene Mitte des 20. Jahrhunderts. 

## Leben

### Jugend und Ausbildung
John Reed wurde 1901 in Logan (Tasmanien) als viertes von sechs Kindern des wohlhabenden Viehzüchters Henry Reed und seiner Frau Lila Borwick, geborene Dennison, geboren. Reed wuchs in einem strengen evangelikalen Umfeld auf und erhielt seine Ausbildung zunächst in England. Während des Ersten Weltkriegs kehrte er nach Australien zurück und besuchte das Geelong Church of England Grammar School. Nach dem Krieg studierte er Geisteswissenschaften und Rechtswissenschaften am Gonville and Caius College in Cambridge, bevor er seine Studien an der University of Melbourne abschloss. 1926 trat er in die Anwaltskanzlei Blake & Riggall ein und wurde 1933 Partner, bevor er 1935 eine eigene Kanzlei gründete.

### Heirat mit Sunday und Gründung von Heide
1931 lernte John Reed Lelda Sunday Quinn (geb. Baillieu, 1905–1981) kennen, die er am 13. Januar 1932 in Melbourne heiratete. Das Ehepaar Reed, das in South Yarra lebte, entwickelte enge Beziehungen zu modernen Künstlern und gründete einen Kreis von Modernisten in Melbourne. Zu ihren Bekannten zählten die Maler Sidney Nolan, Sam Atyeo, Albert Tucker und Joy Hester sowie die Schriftsteller Max Harris und Michael Keon.
1934 kauften die Reeds eine kleine Farm in der Nähe von Heidelberg (Bulleen), den sie „Heide“ nannten. Dieses Haus wurde zum Zentrum ihres künstlerischen und sozialen Engagements. 1938 waren sie maßgeblich an der Gründung der Contemporary Art Society (CAS) beteiligt, die sich der Förderung moderner Kunst in Australien widmete. In den folgenden Jahren wurde Heide zu einem wichtigen Treffpunkt für moderne Künstler.

### Kunstförderung und Angry Penguins
John Reed gab 1943 seine Anwaltskarriere auf und gründete zusammen mit Max Harris den Verlag Reed & Harris, der die Kunst- und Literaturzeitschrift Angry Penguins herausgab. Die Zeitschrift spielte eine zentrale Rolle bei der Förderung moderner Kunst und Literatur in Australien, wurde aber 1944 durch den berüchtigten Ern Malley-Schwindel in Verruf gebracht.
Nach dem Zweiten Weltkrieg setzten sich die Reeds weiterhin für die Förderung der modernen Kunst in Australien ein. Sie unterstützten zahlreiche Künstler finanziell und halfen bei der Gründung und dem Betrieb von Galerien. Im Jahr 1958 gründeten sie das Museum of Modern Art of Australia, das sie bis 1965 leiteten. Zwischen 1958 und 1965 fanden dort fast 50 Ausstellungen statt.
In den 1960er Jahren beauftragten die Reeds den Architekten David McGlashan mit dem Bau eines modernen Hauses auf ihrem Grundstück in Heide, das unter dem Namen „Heide II“ bekannt wurde. Das Haus wurde 1968 mit einem Architekturpreis ausgezeichnet.

### Museum of Modern Art Australia
In der Hoffnung, größere Ausstellungen und Vernissagen veranstalten zu können, zog das Museum 1964 in das Ball & Welch Emporium um. Die finanziellen Schwierigkeiten erwiesen sich jedoch als unüberwindbar, so dass John Reed im April 1965 zurücktrat und das Museum ein Jahr später geschlossen wurde. Das Unternehmen wurde informell in Heide weitergeführt, während die neuen modernistischen Gebäude 1967 als Heide II fertiggestellt wurden, das die Reeds 1980, kurz bevor beide innerhalb von zehn Tagen starben, an die viktorianische Regierung verkauften, um dort ein öffentliches Kunstmuseum und einen Park einzurichten, das Heide Museum of Modern Art. Am 27. Juli 1981 fand eine Versammlung der verbliebenen Mitglieder des Museum of Modern Art Australia statt, auf der beschlossen wurde, das Museum aufzulösen und die ständige Sammlung der National Gallery of Victoria zu übertragen. Die Vereinbarung mit der National Gallery of Victoria, die nach der Auflösung des Museums und der Übertragung der Sammlung getroffen wurde, sah vor, dass die Sammlung „innerhalb einer angemessenen Frist nach der Schenkung im neu gegründeten Heide Museum in Bulleen als Hommage an John und Sunday Reed, die für den Aufbau der Sammlung hauptverantwortlich waren, ausgestellt werden sollte“.

### Tod und Vermächtnis
John und Sunday Reed starben im Dezember 1981 innerhalb von zehn Tagen. Beide wurden eingeäschert und ihre Asche auf dem Heide Anwesen verstreut. Ihr Vermächtnis lebt im Heide Museum of Modern Art weiter, das nach ihrem Tod im ehemaligen Wohnhaus der Reeds eröffnet wurde und heute eine bedeutende Sammlung moderner australischer Kunst beherbergt.